# 青龙乡 (平乐县)
青龙乡，是中华人民共和国广西壮族自治区桂林市平乐县下辖的一个乡镇级行政单位。

## 行政区划
青龙乡下辖以下地区：
大刚村、青龙村、豆地村、马田村、平地村、郡塘村、莲塘村和平西村。